# Themira saigusai
Themira saigusai är en tvåvingeart som beskrevs av Iwasa 1981. Themira saigusai ingår i släktet Themira och familjen svängflugor. Inga underarter finns listade i Catalogue of Life.